# Општина Заранд (Арад)
Заранд (рум. Zărand) општина је у Румунији у округу Арад.
Oпштина се налази на надморској висини од 96 m.